# 대한민국 철도청 5000호대 디젤 기관차
5000호대 디젤 기관차는 한국철도공사의 대형 디젤 기관차로, 1957년에 도입되었다. 원 제작사는 GM-EMD이며, GM-EMD 측의 기종명은 SD9이다. 현재는 전량 퇴역하였고, 대부분 폐차되어 1량만 남아 있다.
현재 대전 철도 차량정비단에서 남아있는1대가 2년안에 박물관에 못갈경우 고철 매각 한다고한다.

## 역사
5000호대의 원 모델은 미국 GM-EMD사에서 제작한 본선 다목적기인 EMD SD9 모델이다. 동 차량의 도입은 미 국제협력처(ICA) 차관에 의한 것으로, 1957년에 20량을, 그리고 1958년에 9량을 도입하여, 총 29량을 보유하였었다. 이후 증기 기관차를 대체하여 본선 여객 등을 견인하였다. 특히 1960년부터는 경부선의 최고속 간판열차였던 특급 무궁화호를 견인하게 되었고, 해당 운행 계통이 1962년 재건호로 대체되자 재건호의 견인을 담당하기도 했다.
이후 6000호대 이후의 특대형 기관차 도입에 따라 그 역할이 축소되었다. 1993년부터 점차 퇴역이 진행되어, 1998년까지 모든 차량이 퇴역하였다. 퇴역 후 일부 기관차는 경부고속철도 건설 도중에 철도 건설 기계를 견인할 목적으로 한국철도시설공단 소속으로 바뀌었는데, 이 기관차들도 노후로 폐차가 진행되어 1량만이 살아남았다.

## 구조 및 특징
5000호대 디젤 기관차는 디젤-전기식의 동력구조를 갖추고 있다. 운전실은 차량 한쪽에 배치된 구조로 특대형과 달리 운전실이 위쪽으로 돌출되어 있지 않으며, 장폐단과 단폐단 방향 양쪽 모두 높이가 동일하게 되어 있어 중형 기관차와 비슷한 형상을 보이고 있다. 이러한 형상은 6000호대 디젤 기관차에도 이어진다. 특대형과 동일한 엔진을 사용하나, 터빈 등의 적용사양이 달라 출력이 낮다.

## 운행 구간
당시 이 차량은 주로 산업철도 노선인 영동선과 태백선 등지의 주력 기관차였고 1960년 경부선 특급 무궁화호 및 1962년 재건호를 견인한 이력도 갖고 있었다.

## 현황
총 29량이 도입되어 현재 모든 차량이 퇴역하였으며, 1대가 보존되고 있다.
| 차호   | 시리얼 | 도입 시기  | 운행 중단 시기 | 비고 |
| ------ | ------ | ---------- | -------------- | --- |
| 5001호 | 23480  | 1957년 7월 | 1995년         | 5001호는 1977년에 5년동안 휴차된적이있다. |
| 5002호 | 23481  | 1957년 7월 | 1996년         | |
| 5003호 | 23482  | 1957년 7월 | 1996년         | |
| 5004호 | 23483  | 1957년 7월 | 1993년         | 5004호는 1984년에 휴차되었다. |
| 5005호 | 23484  | 1957년 7월 | 1993년         | |
| 5006호 | 23485  | 1957년 7월 | 1996년         | |
| 5007호 | 23486  | 1957년 7월 | 1996년         | |
| 5008호 | 23487  | 1957년 7월 | 1997년         | 1990년 1월 28일에 노량진역 열차 충돌 사고로 인해 손상되었으나, 수리 후 운행을 재개하였다. |
| 5009호 | 23488  | 1957년 7월 | 1996년         | 5009호는 1970년에 대차 결함으로 1992년까지 휴차하였다. |
| 5010호 | 23489  | 1957년 7월 | 1996년         | |
| 5011호 | 23490  | 1957년 7월 | 1996년         | |
| 5012호 | 23491  | 1957년 7월 | 1996년         | |
| 5013호 | 23492  | 1957년 7월 | 1995년         | |
| 5014호 | 23493  | 1957년 7월 | 1993년         | |
| 5015호 | 23494  | 1957년 7월 | 1994년         | |
| 5016호 | 23495  | 1957년 7월 | 1996년         | 경부고속철도 건설을 위하여 한국고속철도건설공단에서 인수하였다가 2008년 고철 매각되었다. |
| 5017호 | 23496  | 1957년 7월 | 1995년         | |
| 5018호 | 23497  | 1957년 7월 | 1996년         | |
| 5019호 | 23498  | 1957년 7월 | 1994년         | |
| 5020호 | 23499  | 1957년 7월 | 1997년         | 부산철도차량정비단에서 보존을 목적으로 유치 중이었으나, 계획이 백지화되어 2009년 고철 매각되었다. |
| 5021호 | 23897  | 1958년 1월 | 1996년         | |
| 5022호 | 23898  | 1958년 1월 | 1995년         | |
| 5023호 | 23899  | 1958년 1월 | 1996년         | 경부고속철도 건설을 위하여 한국고속철도건설공단에서 인수하였다가 2008년 고철 매각되었다. |
| 5024호 | 23900  | 1958년 1월 | 1997년         | |
| 5025호 | 23901  | 1958년 1월 | 1998년         | 경부고속철도 건설을 위하여 한국고속철도건설공단에서 인수하였다가 2012년 4월 코레일에서 재인수하였다. 대전철도차량정비단 야외 전시장에서 보존되고 있으며, 한국철도공사 선정 철도기념물로 지정되었다. 5000호대 전동차의 25편성이 이 기관차와 차적이 중복되어 55편성으로 도입된 바 있으며, 이 기관차의 차적이 삭제된 후 해당 전동차는 25편성으로 변경되었다. |
| 5026호 | 23902  | 1958년 1월 | 1998년         | 5000호대 전동차의 26편성이 이 기관차와 차적이 중복되어 56편성으로 도입된 바 있으며, 이 기관차의 차적이 삭제된 후 해당 전동차는 26편성으로 변경되었다. |
| 5027호 | 23903  | 1958년 1월 | 1994년         | |
| 5028호 | 23904  | 1958년 1월 | 1996년         | |
| 5029호 | 23905  | 1958년 1월 | 1993년         | |

## 같이 보기
- 대한민국 철도청 6000호대 디젤 기관차
- EMD SD9